# دولسي دي ليتشه
دولسي دي ليتشه أو حليب مكثف مكرمل أو حليب محلى مكرمل أو مُربى الحليب (بالإنجليزية: Dulce de leche)‏ هي حلوى تقليديّة تنتشرُ في إسبانيا وبعض دول أمريكا اللاتينيّة إلى جانب بعض المتفرقة في مُختلف أقطار العالم. تعتمدُ طريقة تحضير هذه الحلوى على تدفئة الحليب المحلى ببطء من أجلِ خلقِ مادة تستمد نكهتها من تفاعل ميلارد مما يُؤدي أيضًا إلى تغيير اللون مع ظهور نكهة مماثلة إلى الكراميل.

## المتغيرات الإقليمية
في السلفادور؛ عادةً ما تكونُ حلوى دولسي دي ليتشه ناعمة الملمس ومتفتتة كما تتخدُ منَ التبلور شكلًا لها. أمّا في وسط المكسيك فتُصدر هذه الحلوى بنكهة الفانيليا حيثُ تحضر بالأساس بحليب الماعز كما تُسمى بطرق مختلفة على عكس ما هو عليهِ الحال في شمال البلاد حيث تسمى بدولسي دي ليتشه وتُحضّر من حليب البقر. في كوبا؛ تُحضر دولسي دي ليتشه من الحليب المحلّى وتُسمى كورتادا أمّا في الجمهورية الدومينيكية فتختلفُ نسبيًا عن باقي الدول حيث تحضر من خِلال أجزاء متساوية من الحليب والسكر اللذان يوضَعانِ على نار هادئة لعدة ساعات. عادة ما يكونُ الناتجُ مماثلًا للفودج وتُستهلك في قوارير صغيرة الحجم. في بورتوريكو؛ تصنع هذه الحلوى من حليب جوز الهند أمّا في كولومبيا وفنزويلا فتُسمى أرويكيب وتتميّز بكثرة الحليب خلال عمليّة التحضير. هُجّنت نسخة فرنسية لهذه الحلوى وصارت تُعرف باسم حلوى الحليب (بالفرنسية: confiture de lait)‏ وهي مشابهة جدًا لدولسي دي ليتشه في حين تُعرف في هايتي باسمِ دوس لي.

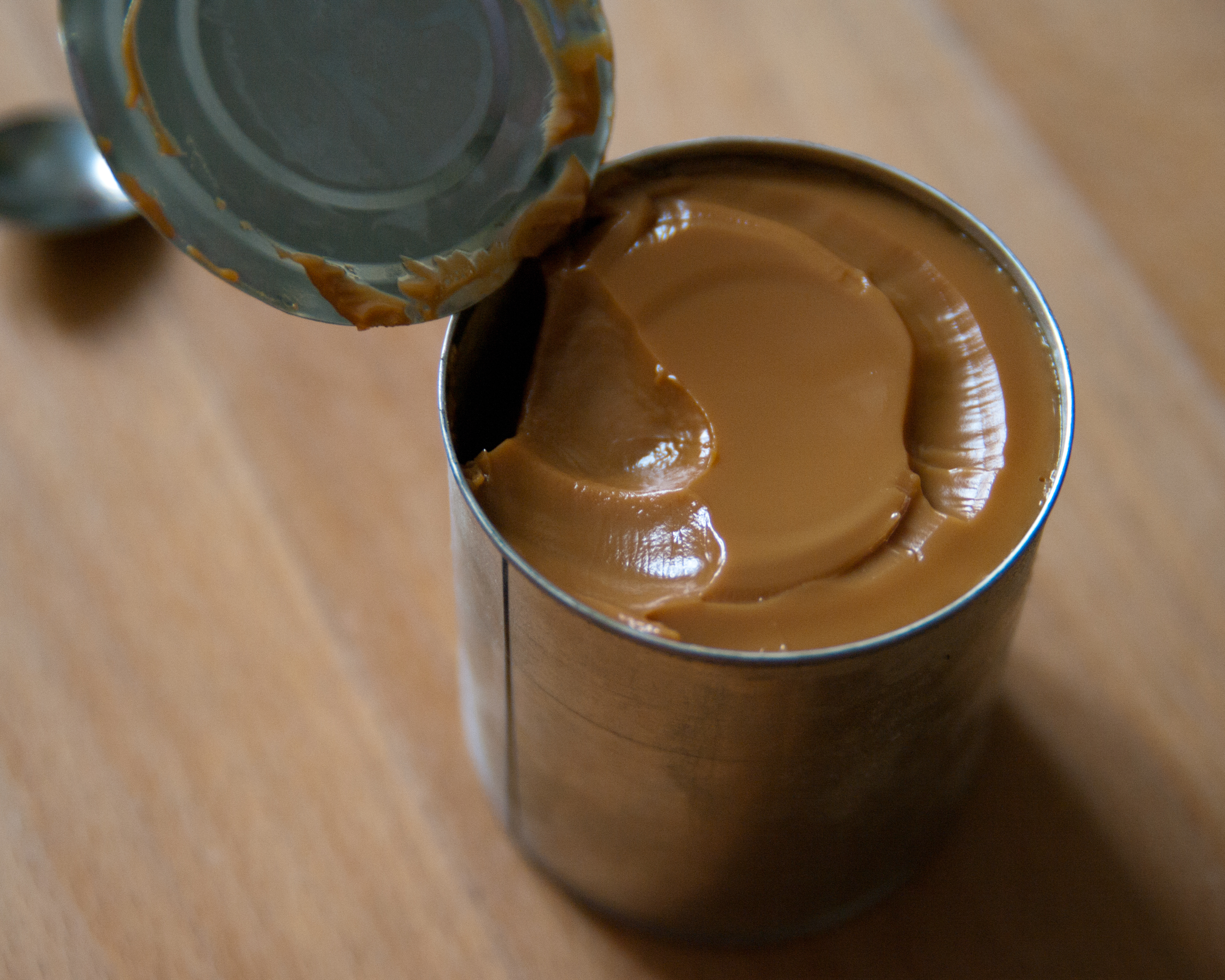
غلو الحليب لعدة ساعات مع بعض المواد من أجل الحصول على دولسي دي ليتشه

تنتشرُ هذه الحلوى كذلك في النرويج مع بعض الاختلافات حيث عادة ما تكونُ أكثر سمكا وأقل حلاوة. ظهرت هذه الحلوى في هذا البلد خلال الحرب العالمية الثانية حيث أنّه وبسبب ندرة الإمدادات كانت ربات البيوت تغلي فايكنغ-ميلك (نوع من الحليب المكثف) ومن ثمّ تطورت لتُصبح دولسي دي ليتشه.

## الإعداد والاستخدام
تقومُ وصفتها على غلي الحليب والسكر ببطء مع التحريك باستمرار معَ إضافة بعض المكونات الأخرى مثل الفانيليا للحصول على النكهة المُراد الوصول لها. خلال عمليّة الغلي؛ يتبخر الكثير من الماء في الحليب مما ينجم عنهُ ثخن هذا الأخير وامتزاجه بالسكر فينتجُ عن ذلك حلوى دولسي دي ليتشه. التحول الكيميائي الذي يحدث خلال إعداد هذه الحلوى أو بالأحرى خلال مزج العُنصرين يُدعى تفاعل ميلارد.

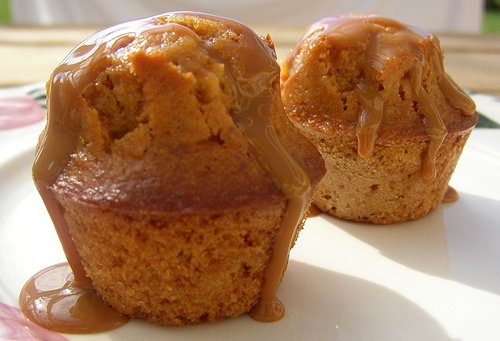
كعكة دولسي دي ليتشه مع بعضِ الصلصة

منَ الممكن تحضير حلوى دولسي دي ليتشه بشكلٍ محليّ حيثُ يكفي غلي الحليب أو الحليب المكثف لمدة ساعتين إلى ثلاث ساعات (أو 30 إلى 45 دقيقة في طنجرة الضغط) ومن ثمّ إضافة بعض المواد الأخرى وتكون الكعكة الحلوة جاهزة للأكل. من الخطورة بمكان أن يتمّ غلو الحليب في وعاء داخل فرن حيث أنّه في حالة ما لم يكن الوعاء يستحملُ درجة الحرارة العالية فقد تؤدي هذه العملية إلى انفجاره بسببِ الحرارة الزائدة.
تنتهي كعكة دولسي دي ليتشه عادةً بالنكهة الموجودة في غالبيّة الحلويات ويمكن تناولها مع باقي الأطعمة الحلوة بمَا فِي ذلكَ الكعك، تشيرو، الكوكي، الوافل الكراميل، المثلجات، فطيرة بانوفي كما يمكن تناولها معَ الفطائر والخبز المحمص في حين تُقدم النسخة الفرنسية عادةً مع ما يُعرف في فرنسا بالفروماج بلان أو الجُبْن الأبيض. في بولندا؛ تُصنع حلوى دولسي دي ليتشه بشكلٍ مغاير عن باقي دول العالم حيثُ تكون صلبة. جدير بالذكر هنا أنّ عددًا من الشركات قد ظهرت مؤخرًا لصنع هذه الحلوى والترويج لها كما أدخلت عددًا من التعديلات فيها.